# TAKASHI UTSUNOMIYA PRESENTS TMN RED
『TAKASHI UTSUNOMIYA PRESENTS TMN RED』（タカシ・ウツノミヤ・プレゼンツ・ティーエムエヌ・レッド）は1994年6月22日にリリースされたTMNのベスト・アルバム。

## 概要
宇都宮隆が選曲したベスト・アルバムで、TMN終了時に発売された。
ダンス系のナンバーを中心にしたセレクションで、「Kiss You (More Rock)」「GET WILD '89」など、リミックスされた楽曲を中心に選曲。未発表曲「OPEN YOUR HEART」が初収録（詳細は後述）。
シングル曲とアルバム曲がほぼ半々に振り分けられている事、9曲目以外が全て1986年以降1991年以前の楽曲に統一されている事、リミックス曲やシングル曲のアルバムバージョンの楽曲が多い事、演奏時間が比較的長い曲が多い事が特徴である。

## 収録曲
| #         | タイトル                              | 作詞                    | 作曲               | 編曲                                                                       | 時間  |
| --------- | ------------------------------------- | ----------------------- | ------------------ | -------------------------------------------------------------------------- | ----- |
| 1.        | 「GIVE YOU A BEAT」                   | 小室哲哉、木根尚登      | 小室哲哉、木根尚登 | 小室哲哉                                                                   | 1:18  |
| 2.        | 「KISS YOU more rock」                | 小室みつ子              | 小室哲哉           | 小室哲哉                                                                   | 5:05  |
| 3.        | 「COME ON LET'S DANCE the saint mix」 | 神沢礼江                | 小室哲哉           | 小室哲哉                                                                   | 5:39  |
| 4.        | 「DON'T LET ME CRY」                  | 神沢礼江                | 小室哲哉           | 小室哲哉                                                                   | 5:43  |
| 5.        | 「PASSENGER」                         | 西門加里                | 小室哲哉           | 小室哲哉                                                                   | 5:51  |
| 6.        | 「RHYTHM RED BEAT BLACK version 2.0」 | PATRICIA WINN、坂元裕二 | 小室哲哉           |                                                                            | 9:21  |
| 7.        | 「SPANISH BLUE」                      | 小室みつ子              | 小室哲哉、木根尚登 | Additional Production and Remix by Jellybean for Jellybean Productions,Inc | 4:53  |
| 8.        | 「GET WILD '89」                      | 小室みつ子              | 小室哲哉           | Additional Production and Mixed by Pete Hammond                            | 6:42  |
| 9.        | 「OPEN YOUR HEART」                   | 麻生香太郎              | 小室哲哉           | 小室哲哉                                                                   | 4:07  |
| 10.       | 「あの夏を忘れない」                  | 坂元裕二                | 小室哲哉           | 小室哲哉                                                                   | 5:48  |
| 11.       | 「WE LOVE THE EARTH」                 | 小室哲哉                | 小室哲哉           | 小室哲哉                                                                   | 5:20  |
| 12.       | 「LOVE TRAIN」                        | 小室哲哉                | 小室哲哉           | 小室哲哉                                                                   | 5:25  |
| 合計時間: | 合計時間:                             | 合計時間:               | 合計時間:          | 合計時間:                                                                  | 65:12 |

## 楽曲解説
タイアップ等はTM NETWORKや他のアルバムで解説しているため省略。曲名は本作の歌詞ブックレットに記されているものに則り表記。
1. 「GIVE YOU A BEAT」(1986)
3rdアルバム『GORILLA』収録曲。
『GORILLA』収録時と同様に、本作は本曲が終了するとすぐに次曲に移る。
2. 「KISS YOU more rock」(1987)
11thシングル。本作収録音源は5thアルバム『humansystem』収録ヴァージョン。
3. 「COME ON LET'S DANCE the saint mix」(1986)
6thシングル「Come on Let's Dance (This is the FANKS DYNA-MIX)」3曲目収録ヴァージョン。
当ヴァージョンはアルバム初収録。
4. 「DON'T LET ME CRY」(1987)
4thアルバム『Self Control』収録曲。
5. 「PASSENGER」(1986)
3rdアルバム『GORILLA』収録曲。
6. 「RHYTHM RED BEAT BLACK version 2.0」(1991)
24thシングル。アルバム初収録。
7. 「SPANISH BLUE」(1989)
Additional Production and Remix by Jellybean for Jellybean Productions,Inc
4thアルバム『Self Control』収録曲だが本作収録音源はリプロダクションアルバム『DRESS』収録ヴァージョン。
次曲が「GET WILD '89」であるのは『DRESS』と同じだが、『DRESS』では曲間を設けてあるのに対し、本作では前曲が終了するとすぐ次曲に移る。
8. 「GET WILD '89」(1989)
Additional Production and Mix by Pete Hammond
19thシングル。
前述通り前の曲と繋がっている為、イントロの最初部の演奏時に前曲のアウトロ部分が重なり聞こえる。
9. 「OPEN YOUR HEART」(未発表1984)
TM NETWORKデビュー前の1983年に作られ、アルバム『RAINBOW RAINBOW』に収録させる予定だったが後に頓挫している。
1989年、小室哲哉ソロ楽曲「OPERA NIGHT」として歌詞・アレンジを変更、メロディを付け加え、『Digitalian is eating breakfast』に収録、世に発表された。当アルバムでアルバム『RAINBOW RAINBOW』から迂回して収録された。
10. 「あの夏を忘れない」(1991)
8thアルバム『EXPO』収録曲。
『EXPO』では曲間が設けてあるのに対して本作では曲間が設けておらず、曲が終了するとすぐ次曲に移る。
11. 「WE LOVE THE EARTH」(1991)
25thシングル両A面曲。シングル・ヴァージョンはアルバム初収録。
前述の通り、前の曲と繋がっている為、音量を上げないと判別できないが、最初のイントロ部分から一瞬だけ前の曲のアウトロ部分が重なって聞こえる。
12. 「LOVE TRAIN」(1991)
25thシングル。シングル・ヴァージョンで収録。
『TETSUYA KOMURO PRESENTS TMN BLACK』と重複している。

## クレジット
- Produced : 小坂洋二
- A&R : 松田芳明, 大竹健
- Remaster Engineer : 鈴江真智子
- Art Direction & Design : 高橋伸明, くぼあきひろ
- Illustration : Kan Dava
- Photography : 大川直人
- Executive Producer : 岸栄司, ごとうひろし, 丸山茂雄